# Denierella mimos
Denierella mimos es una especie de coleóptero de la familia Meloidae.

## Distribución geográfica
Habita en Assam (India).